# Hugo Gaspar
Hugo Fernando Lucas Gaspar (ur. 2 września 1982 w Marinha Grande) – portugalski siatkarz, grający na pozycji atakującego, reprezentant Portugalii.
Poza byciem siatkarzem jest też zawodowym lekarzem. Podczas pandemii koronawirusa pomagał ludziom w szpitalu. 

## Sukcesy klubowe
Superpuchar Włoch:
- 2004

Puchar Włoch:
- 2005

Mistrzostwo Włoch:
- 2005

Mistrzostwo Portugalii:
- 2008, 2013, 2014, 2015, 2017, 2019, 2021, 2022[2], 2023[3], 2024[4]
- 2001, 2002, 2003, 2004, 2006, 2007, 2009, 2012, 2016, 2018
- 2011

Puchar Portugalii:
- 2009, 2010, 2012, 2014, 2015, 2016, 2018, 2019, 2022[5], 2023[6]
- 2008, 2017

Superpuchar Portugalii:
- 2010, 2011, 2012, 2013, 2014, 2015, 2016, 2018, 2019, 2020, 2021, 2023[7]

Puchar Challenge
- 2015

## Sukcesy reprezentacyjne
Liga Europejska:
- 2007

## Nagrody indywidualne
- 2007: Najlepszy atakujący Ligi Europejskiej